# Klassische Gärten von Suzhou
Klassische Gärten von Suzhou ist eine von der UNESCO gelistete Stätte des Weltkulturerbes in China. Das Kulturerbe umfasst neun Gärten der Stadt Suzhou in der ostchinesischen Provinz Jiangsu. Die Gärten aus dem 11. bis 19. Jahrhundert sind herausragende Meisterwerke chinesischer Gartenkunst, die danach strebt, natürliche Landschaften im Kleinformat nachzubilden. In ihrer sorgfältig ausgearbeiteten Gestaltung spiegeln die Gärten die tiefgründige Bedeutung natürlicher Schönheit in der chinesischen Kultur wider. Von den über 170 Gärten zu Beginn des 20. Jahrhunderts sind noch über 60 vollständig erhalten.

## Hintergrund
Suzhou liegt in einem Becken am Unterlauf des Jangtse (長江 „Langer Fluss“) entlang des Tai Hu (太湖, „Tai-See“). Die Stadt wurde 514 v. Chr. als Hauptstadt des Königreichs Wu gegründet und ist seitdem das politische, wirtschaftliche und kulturelle Zentrum der Region.
Die frühesten Gärten in Suzhou datieren zurück auf die Zeit der Stadtgründung im 6. Jahrhundert v. Chr. Während der Ming- und Qing-Dynastie und insbesondere vom 16. bis 17. Jahrhundert ermöglichte der Wohlstand der Stadt, dass im Verlauf der Zeit an die 200 Gärten innerhalb der Stadtmauern angelegt wurden. Aufgrund der Qualität und des Reichtum der Gärten wurde Suzhou als ein „irdisches Paradies“ bezeichnet.
Der klassische Suzhou-Garten ist ein Mikrokosmos der Welt, dargestellt durch die Grundgestaltungselemente Wasser, Steine, Pflanzen und Bauwerke. In ihm gelingt es zwei scheinbar unversöhnliche menschliche Bestrebungen miteinander zu verbinden – in einem komfortablen Haus zu wohnen und zugleich in der Natur zu leben. Die Gartenanlage ahmt ein natürliches Landschaftsbild nach und bedient so intellektuelle und emotionale Bedürfnisse gemäß der philosophischen Lehren Laozis und Zhuangzis. Künstlich angelegte Hügel und Wasserläufe sind mit Bäumen, Sträuchern und Blumen bepflanzt und werden durch eine Vielzahl kleiner und großer Bauwerke ergänzt, die verschiedensten Zwecken dienen: Der Meditation, dem Lesen und Schreiben, dem Teetrinken sowie dem Musikspielen und -hören. Die Bauten sind im traditionellen chinesischen Stil reich geschmückt und möbliert. Kalligraphische Inschriften, bezugnehmend auf chinesische Philosophie und Literatur, sowie antike Stelen tragen zum Reichtum der Gärten bei.

## Einschreibung
Die ersten vier Gärten wurden 1997 in die Liste des Welterbes aufgenommen. Zugleich empfahl das Welterbekomitee, den Schutzstatus auf weitere historische Bereiche Suzhous auszudehnen und Maßnahmen zum Erhalt der historischen Stadt zu ergreifen. Die Verbindung des Kanalsystems der Stadt mit den Gärten stelle einen kulturellen Wert dar, der über die vier nominierten Gärten hinausreiche. Entsprechend dieser Empfehlung wurden weitere fünf Gärten zur Aufnahme in die Welterbeliste vorgeschlagen, wobei nun auch über die Gärten hinausgehende Schutzzonen ausgewiesen wurden. Dieser Vorschlag zur Erweiterung wurde bei der 24. Sitzung des Welterbekomitees vom 27. November bis 2. Dezember 2000 angenommen. Die Einschreibungen erfolgten auf Grundlage der Kriterien (i), (ii), (iii), (iv) und (v):

„(i): Die klassischen Gärten von Suzhou, die von der traditionellen chinesischen Handwerkskunst und Kunstfertigkeit beeinflusst wurden, die zuerst durch die freihändige Pinselführung traditioneller chinesischer Gemälde eingeführt wurde, verkörpern die verfeinerte Raffinesse der traditionellen chinesischen Kultur. Diese Verkörperung künstlerischer Perfektion hat ihnen den Ruf als kreativste Gartenkunstmeisterwerke des alten China eingebracht.“

„(ii): In einem Zeitraum von mehr als 2000 Jahren wurde eine einzigartige und zugleich systematische Landschaftsgestaltung für diese besonderen Arten von Gärten geschaffen. Ihre Planung und Gestaltung sowie die dabei angewandten Konstruktionstechniken und künstlerischer Effekt hatten einen bedeutenden Einfluss auf die Entwicklung des Landschaftsbaus sowohl in China wie auch weltweit.“

„(iii): Die klassischen Gärten von Suzhou entstanden ursprünglich aus dem Wunsch der alten chinesischen Gelehrten, einen Einklang mit der Natur herzustellen und gleichzeitig ihre Wesensart zu kultivieren. Sie sind ausgezeichnete Hinterlassenschaften der Weisheit und Tradition der alten chinesischen Gelehrten.“

„(iv): Die klassischen Gärten von Suzhou sind die eindrucksvollsten Beispiele der Kultur, die vom 11. bis 19. Jahrhundert in der Landschaftsgestaltung des östlichen Jangtse-Deltas zum Ausdruck kam. Die zugrunde liegende Philosophie, Literatur, Kunst und Handwerk, die sowohl in der Architektur als auch in der Gartenkunst und im Kunsthandwerk zu finden sind, spiegeln die bedeutendsten Errungenschaften der sozialen, kulturellen, wissenschaftlichen und technologischen Entwicklungen dieser Zeit wider.“

„(v): Diese klassischen Gärten von Suzhou sind hervorragende Beispiele für die harmonische Beziehung, die zwischen traditionellen chinesischen Wohnsitzen und kunstvoll arrangierter Natur erreicht wird. Sie zeigen Lebensstil, Umgangsformen und Bräuche des östlichen Jangtse-Deltas vom 11. bis zum 19. Jahrhundert.“

## Liste der Gärten
Die ersten acht Gärten liegen relativ nahe beieinander im Stadtbezirk Gusu, der Garten der Abgeschiedenheit und Meditation etwa 25 km südlich der anderen in Tongli im Stadtbezirk Wujiang.
| Ref.-Nr. | Bild             | Bezeichnungen | 'Kernzone (K) Pufferzone (P) Lage | Jahr der Einschreibung |
| -------- | ---------------- | --- | --------------------------------- | ---------------------- |
| 813-001  | (weitere Bilder) | Garten des bescheidenen Beamten 拙政园 (Zhuozheng Yuan) The Humble Administrator’s Garden                        | K: 5,195 ha P: –– Lage            | 1997                   |
| 813-002  | (weitere Bilder) | Garten des Verweilens 留园 (Liu Yuan) The Lingering Garden                                                       | K: 2,331 ha P: –– Lage            | 1997                   |
| 813-003  | (weitere Bilder) | Garten des Meisters der Netze 网师园 (Wangshi Yuan) The Master-of-Nets Garden                                    | K: 0,540 ha P: –– Lage            | 1997                   |
| 813-004  | (weitere Bilder) | Bergvilla in einer Umgebung von Schönheit 环秀山庄 (Huanxiu-Shanzhuang) The Mountain Villa with Embracing Beauty | K: 0,218 ha P: –– Lage            | 1997                   |
| 813-005  | (weitere Bilder) | Canglang-Pavillon 沧浪亭 (Canglang Ting) The Canglang Pavilion                                                   | K: 1,174 ha P: 16,362 ha Lage     | 2000                   |
| 813-006  | (weitere Bilder) | Löwenhaingarten 狮子林 (Shizi Lin) The Lion Forest Garden                                                        | K: 0,874 ha P: 4,790 ha Lage      | 2000                   |
| 813-007  | (weitere Bilder) | Yipu-Garten 艺圃 (Yì Pǔ) The Garden of Cultivation                                                               | K: 0,380 ha P: 1,117 ha Lage      | 2000                   |
| 813-008  | (weitere Bilder) | Garten des Ehepaars 耦园 (Ou Yuan) The Couple’s Retreat                                                          | K: 0,789 ha P: 3,039 ha Lage      | 2000                   |
| 813-009  | (weitere Bilder) | Garten der Abgeschiedenheit und Meditation 退思园 (Tuisi-Yuan) The Retreat & Reflection Garden                   | K: 0,421 ha P: 1,531 ha Lage      | 2000                   |